# Steve Churchyard
Steve Churchyard (...) è un produttore discografico e ingegnere del suono britannico, che ha iniziato la sua carriera con Sir George Martin agli AIR Studios di Londra.
Attualmente risiede negli Stati Uniti. È stato nominato per 15 Grammy Awards. Nel 2008 ha vinto un Latin Grammy Award per l'album La Vida ... Es Un Ratico di Juanes. Nel 2010 ha vinto un Latin Grammy Award  per l'album Paraíso Express di Alejandro Sanz.
Nel 2011 Steve Churchyard ha ricevuto una nomination ai Grammy per l'album Teenage Dream di Katy Perry e ancora nel 2012 per l'album di Jason Mraz Love is a Four Letter Word. Riceve più nomination delle precedenti.
Ha lavorato sulle registrazioni di Adele, INXS, Eagles, Billy Joel, Sex Pistols, Meat Loaf, Keith Urban, Shakira, George Michael, Hanson, Faith Hill, The Darkness, Scorpions, Avril Lavigne, Kelly Clarkson, Joni Mitchell, Blinker the Star, Siouxsie and the Banshees, Dali's Car, The Pretenders e The Stranglers.
Steve Churchyard è stato presentato nel libro Behind the Glass di Howard Massey.